# コガネイチゴ
コガネイチゴ（黄金苺、学名：Rubus pedatus Sm.）は、バラ科キイチゴ属に分類される草本状のほふく性落葉低木の1種。種小名（pedatus）は、葉の形態の「鳥足状の」を意味する。和名は分果が小判型で光沢があることに由来する。

## 特徴
茎の高さは5-12 cm、針金状で枝分かれし、棘はなく、地を這い、節から細いひげ状の根を出す。若枝と葉柄に、短い軟毛と腺毛がある。葉は3出複葉はたは5出複葉。小葉は鳥足状に3裂するか5全裂する。小葉が3個の場合、側小葉が深く2裂する。頂小葉は長さ1-3 cm、幅0.7-2 cmの楕円形で両面に伏毛がある。葉は越冬性。托葉は卵形、鈍頭で革質、乾くと帯褐色を呈し、長さ2-4 mm。枝先に白色の花を上向きに単生する。花の直径は1.5-2 cm、花弁は4-5個（本来は5個であるが、1枚退化して4個のものが多い）で大きさは不揃い、長さは6-7 mm。花柄の長さは3-10 cmで細く、軟毛があり腺毛が混じることがある。雄蕊は多数で、雌蕊は4個。萼片は披針形で、時に鋸歯があり、長さ8-12 mmで反り返る。花期は6-7月。果実は集合果で、熟すと深紅色になって光沢があり、形が一定せず、下に萼片が残る。染色体数は2n=14（2倍体）。

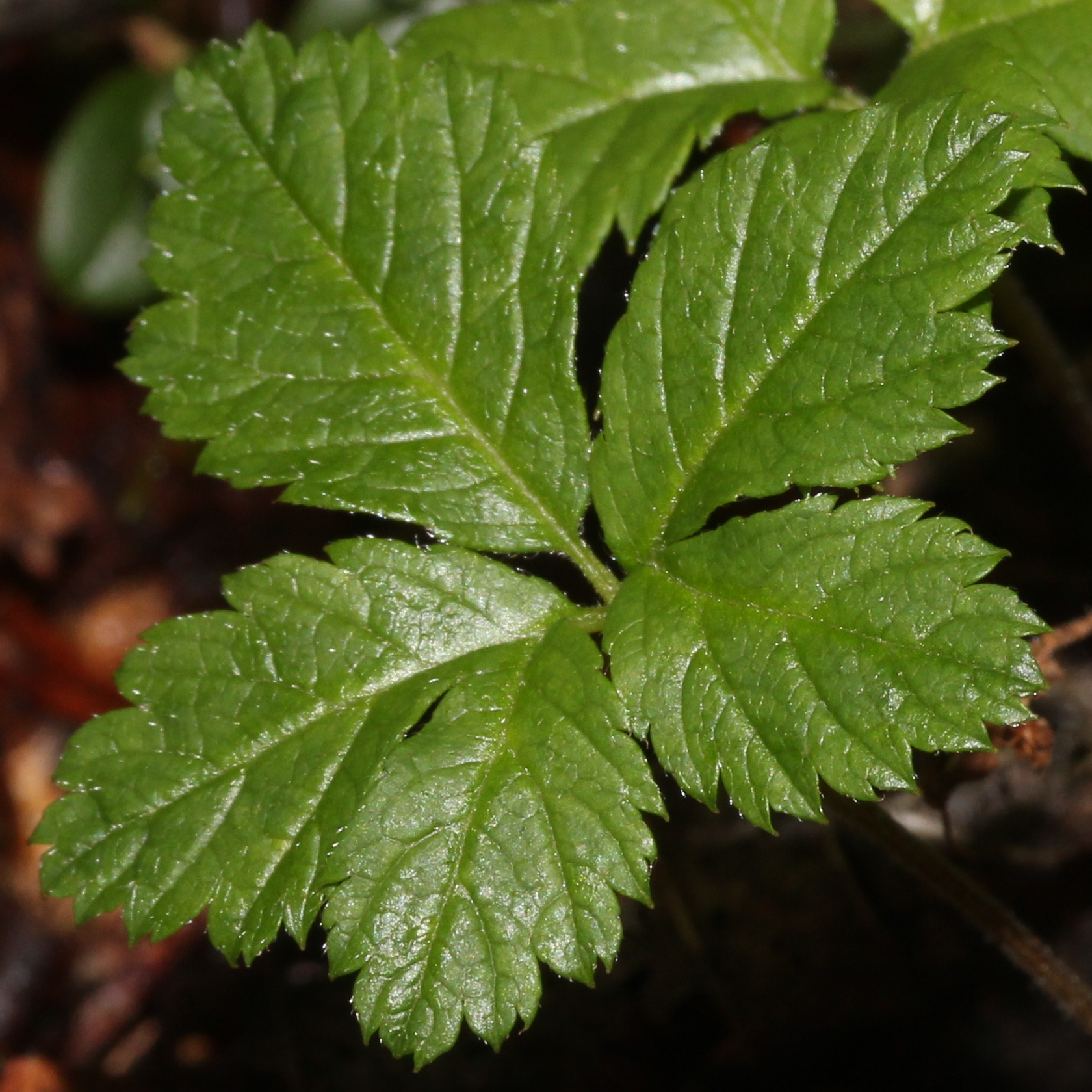
鳥足状に5全裂する葉
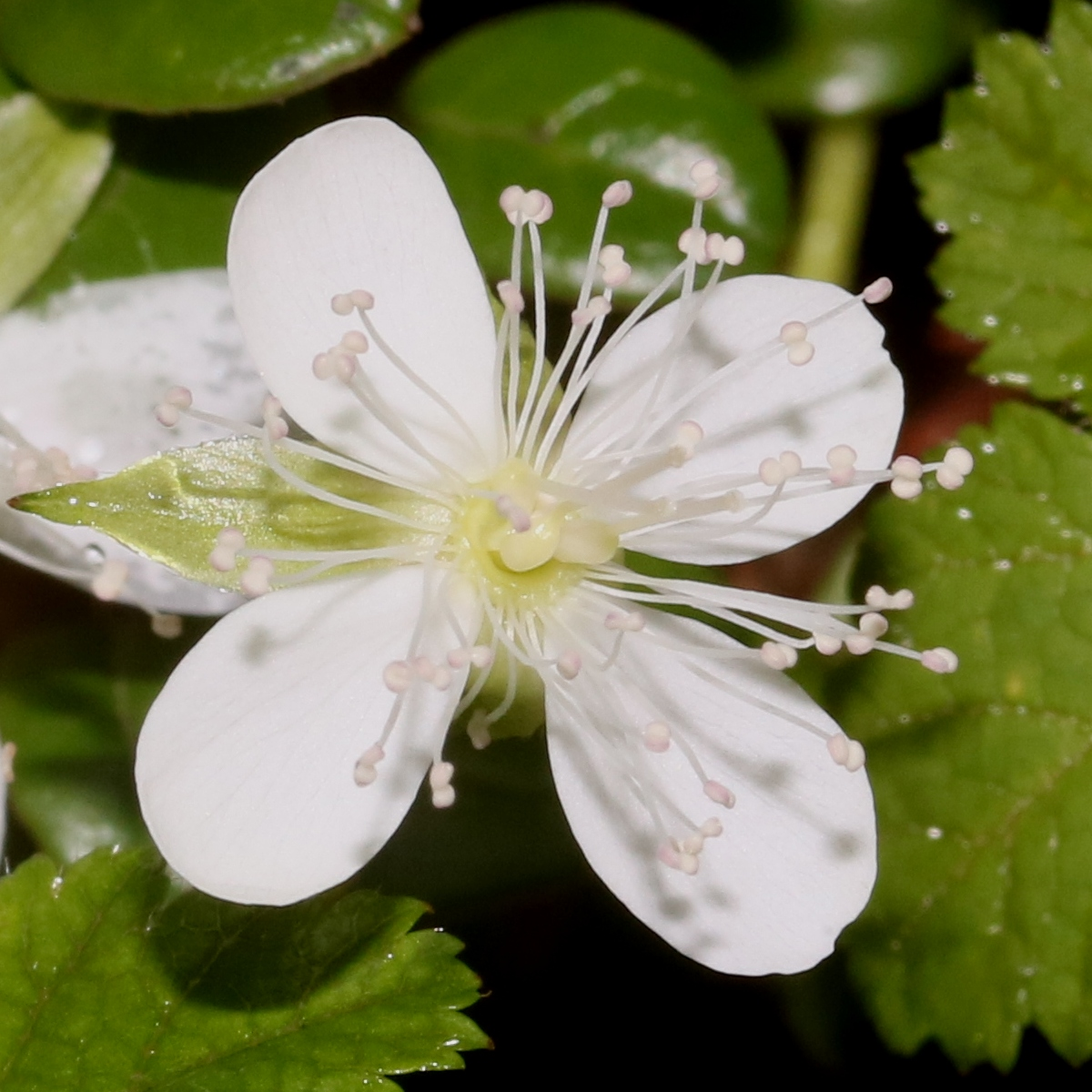
花弁が4個の花、雄蕊は多数
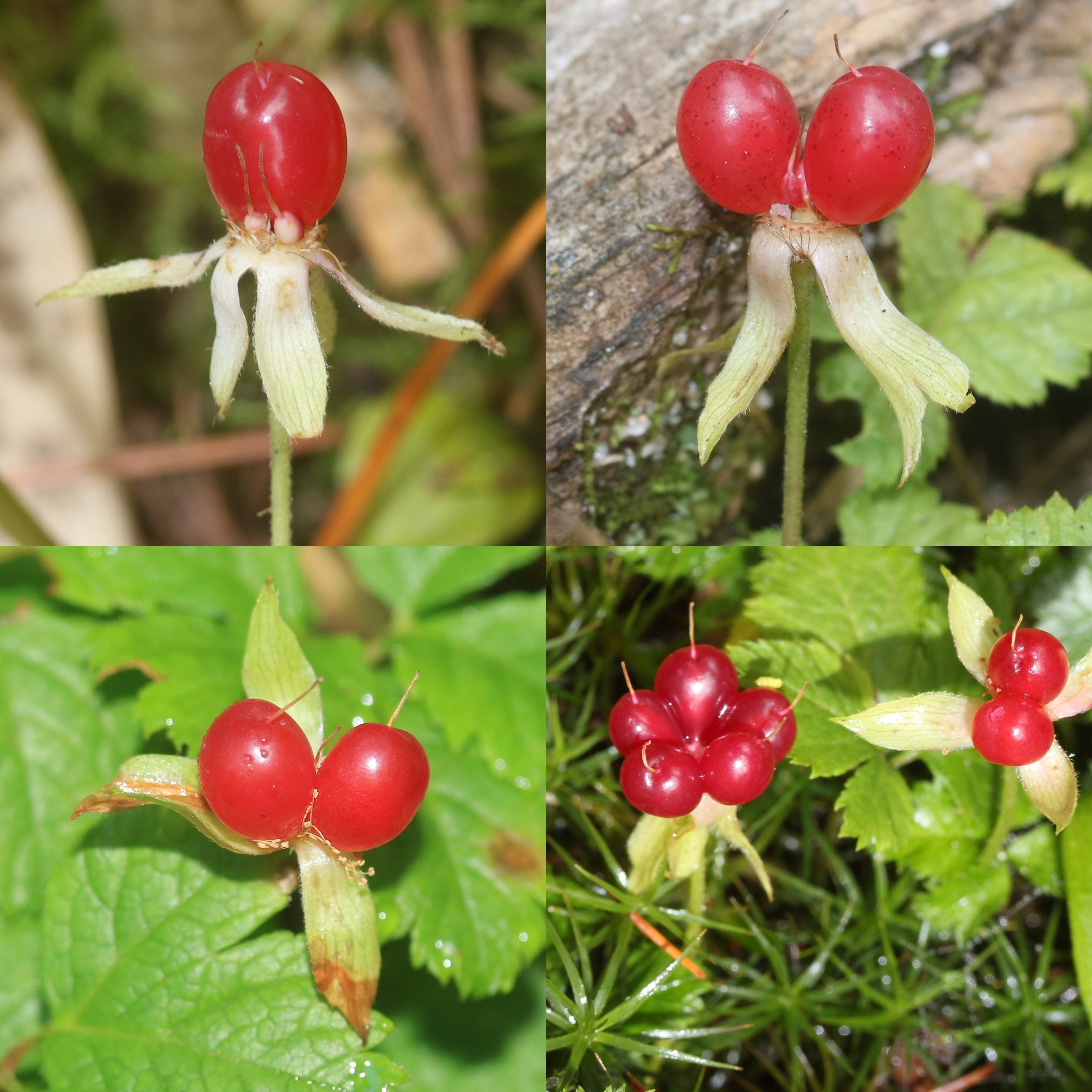
深紅色の光沢がある集合果のバリエーション 萼片は披針形で反り返る

## 分布と生育環境

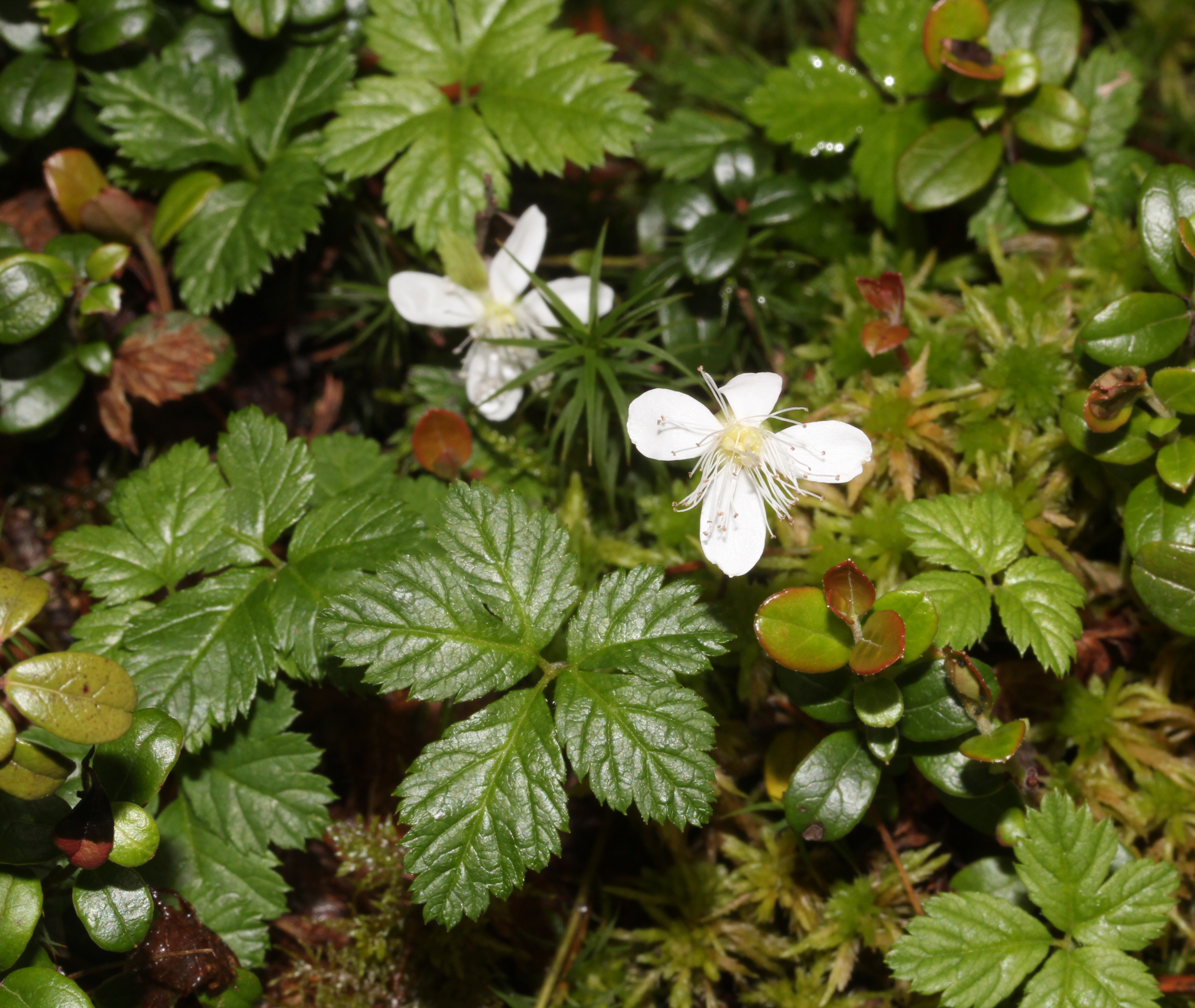
亜高山帯の林下の半日陰地に生育するコガネイチゴ

太平洋の両岸地域（北米北西部のアラスカ、サハリン、シベリア、千島列島、日本）に分布する。基準標本は北米北西部のもの。
日本では、北海道、本州（東北地方、関東地方北部、中部地方中部以北）の各山地に分布する。
亜高山帯から高山帯にかけてのハイマツなどの林下や林縁の半日陰地に生育する。

## 種の保全状況評価
日本では以下の都道府県で、レッドリストの指定を受けている。栃木県立自然公園条例などで、県立自然公園の特別地域内において許可を受けなければ採取し、又は損傷してはならない高山植物その他これに類する植物の一つに指定されている。
- 絶滅危惧IB類（EN） - 秋田県[9]、福島県[10]
- 絶滅危惧II類（VU） - 石川県[11]
- 希少野生生物（Cランク） - 青森県[12]
- 地域個体群（LP） - 新潟県[13]